# Вършец
 Тази статия е за Вършец.  За града със същото име в Банат вижте вижте Вършец (Банат).  
Вършѐц е град в Северозападна България. Той се намира в област Монтана и е в близост до град Берковица. Градът е административен център на община Вършец.

Вършец е най-старият балнеолечебен курорт в България.
По данни на ГРАО към 15 септември 2023 г., в града живеят 5710 души по настоящ адрес и има 6305 жители по постоянен адрес.

## География
Град Вършец е разположен в подножието на връх Тодорини кукли, в северните склонове на Стара планина, в южната част на голямата Вършецка котловина по поречието на река Ботуня.
Вършец отстои на 89 km северно от София, на 33 km южно от областния център Монтана, на 33 km западно от Враца и на 18,4 km югоизточно от Берковица.
Геоложкото и географското му разположение го определят като климатичен курорт, известен с топлата си минерална вода и мек планински климат, създаващ благоприятни условия за провеждането на ефективно балнео-климатолечение и профилактика.
Средната месечна температура през януари е 2,1 °C, през юли е 22 °C, а средногодишна температура е 11 °C.
Населението на курортното селище е 5308 души към 31.12.2022 г. според НСИ.
В града се намира вторият по големина на Балканския полуостров изкуствен природен парк след Борисовата градина в София. В центъра на парка се намира местността Иванчова поляна.

## История
Вършец възниква около минерални извори и неговата история е свързана с балнеолечението. Открити са развалини от римски бани. В турски документи от XVI век Вършец съществува под името Виришниче.
За рождена година на курорта Вършец се смята 1850 г., когато вършечанинът Димитър Лучков е излекуван с минерална вода. 
През 1910 г. е построена първата държавна минерална баня, чийто управител е д-р Дамян Иванов. Тя се оказва тясна за прииждащите болни и през 1930 г. е издигната друга, по-голяма, която е в античен стил и е наречена Нова баня. Построени са вили и хотели, наредени от двете страни на Алеята на чинарите. През 1934 г. в центъра на града е изградена Слънчева градина. По това време със застъпничеството на Дамян Иванов Вършец се сдобива с най-големия изкуствен природен парк в Северна България – парк от 800 декара с широколистни гори, борови насаждения и специално пренесени екзотични видове. Прокаран е и оросителен канал.
През 30-те години на ХХ в. Вършец е популярен курорт сред елита на България. Банското казино, което е в центъра на Вършец, до старата и новата баня, е построено през 1924 г. Наричано е още „Царското казино“, защото е било посещавано и от принц Кирил (1895 г. – 1945 г.). Преди Втората световна война тук са се забавлявали богати българи и чужденци. През 1938 г. в електрифицираното казино на Вършец за първи път се избира Мис Вършец.
С Указ № 546 на Президиума на Народното събрание от 7 септември 1964 г. Вършец е обявен за град.

## Забележителности
- Минералните води са от няколко извора с температура около 37 °C. Водата им е бистра, безцветна, мека и слабо минерализирана. Общодостъпна е в аязмо с чешми до центъра на курорта.
- В града функционират множество почивни станции, къщи за настаняване на гости и три спа хотела.

- Слънчевата градина с Алеята на чинарите в центъра на града е обичайно място за разходка и отдих. Името на градината идва от алеите, които са под формата на лъчи, изградени от специален камък, който отразява слънчевата светлина. Алеята на чинарите е главна улица, дълга почти два километра с дървета на възраст повече от 100 години.

- През 2007 година в началото на парка Слънчева градина е издигнат паметник на Владимир Висоцки от българския архитект Георги Чапкънов.
- Художествената галерия във Вършец разполага с 664 платна и 27 скулптури от дърво, глина и гипс. Фондът на галерията се набира от дарения от проведени пленери по изкуствата по време на традиционния „Празник на курорта, минералната вода и Балкана“.
- Общинският музей във Вършец е открит през 1999 г. и съдържа 4 раздела: „Античен“; „Археологически находки и монетна колекция“; „Балнеология“ и „Етнография“. Има и изложбена зала. Специално място заема бронзовата скулптура от II в. пр. н. е. на тракийското момче-бог Телесфор, което е символ на Вършец.
- Много посещаван е районът югоизточно от Вършец като „Пътека на здравето“. В началото на Горския парк на града е построен летен театър. От там асфалтирана алея води до известната местност „Иванчова поляна“ с няколко беседки – място за гимнастика и отмора. След нея се намира Марийкина поляна. В същата посока, на около 4,5 km от центъра на града е известната местност на водопада „Райски кът“ с туристически заслон.
- До самия град се намира село Заножене, което от 1964 г. е квартал на Вършец. В края на квартала, на 1600 m югоизточно от центъра му, скрита в полите на Стара планина, се намира Заноженският водопад на р. Орловщица, който е една от природните забележителности на вършечкия район.
- От Вършец има туристически пътеки до старопланинския връх Тодорини кукли (1785 m), наречен така заради групата от хълмове, които наподобяват женска фигура. Маршрутът започва над квартал Заножене и се преминава за около 4 часа, но съдържа стръмни изкачвания и е подходящ за активни и добре подготвени туристи. До върха може да се стигне по няколко различни пътеки и коларски път. Местността Зелени дел е на 10 km от Вършец и е най-удобният изходен пункт за изкачването на върха.[7] Възможно е и изкачване от хижа „Петрохан“ за около 2,5 часа до четирите върха Тодорини кукли.[8]
- На 5 km западно от града, по пътя за Берковица, се намира село Спанчевци, известно също с минерален извор с лечебни свойства.
- На 12 km западно от Вършец, след с. Спанчевци, се намира Клисурският манастир „Св. св. Кирил и Методий“, основан през ХІІІ в. Манастирът работи всеки ден, а празникът му е 11 май.
- Край града на 8 km североизточно (в землището на с. Долно Озирово) има палеонтологично находище на фо̀силна фауна и флора от над 2 милиона години със световна известност[9][10][11][12][13][14][15] Въз основа на палеонтологичните проучвания на учени от Българската академия на науките (професорите Златозар Боев, Николай Спасов, Васил Попов и Емануил Паламарев) чрез проект за трансгранично сътрудничество между България и Румъния, съфинансиран от Европейския Съюз, на 15.03.2022 г. в града е открит Палеопарк Вършец. На площ от 10 декара там са представени чрез макети на открито и в музейна експозиция десетки видове птици, бозайници, влечуги и растения отпреди 2,5 млн. години.

## Балнеология
Намерените останки от римски балнеологични съоръжения и предмети в град Вършец свидетелстват за използването на лековитите минерални води още от Древността.
Минералните води бликат от няколко извора. Температурата им е от 36,4 °С до 38 °С и са с общ дебит 15 л/сек. Водата от всички минерални извори е със слаба минерализация, алкална, хидро-карбонатна, натриево-сулфатна, ниска водна твърдост, бистра, безцветна и с приятни питейно-вкусови качества. Съдържа съединения на разнородни елементи: основно натрий, по-малко калций и хлор, а освен тях калий, литий, хидро-силикати и хидро-фосфати. Има следи от желязо, барий, алуминий, стронций, фосфати, манган, арсен и др. Подходяща е за вътрешно приемане, за инхалации, за напояване. Водата се прилага за лечение на:
- Функционални болести на централната нервна система
- Сърдечно-съдови заболявания
- Ендокринно-обменни заболявания
- Стомашно-чревни заболявания
- Чернодробни заболявания
- Болести на периферната нервна система

Подходяща е и за обща профилактика, укрепване и закаляване на организма, физическа и психическа преумора и други.
Във Вършец функционират два санаториума за лечение по клинични пътеки и профилактика и рехабилитация по програмата на НОИ.

## Редовни събития
- Съборът на града е на 6 май, (Гергьовден).
- В края на юли и първата седмица на август се провеждат мероприятията от Празника на курорта, минералната вода и Балкана – изложби на занаяти, културни и спортни събития. В местността „Зелени дел“ над квартал Заножене се организира ежегоден фолклорно-певчески събор „Пей, танцувай и на „Зелени дел“ се любувай“. Тържествената церемония с празничен концерт и илюминации е в първия петък на август.[16][17][18]

## Религии
Еднородно вероизповедание – източноправославно.[ неясно? ] В църквата „Свети Георги“ е изложена репродукция на неръкотворна икона на Исус Христос. Храмът представлява кръстокуполна базилика. Строителството му започва през 1902 г. Светият олтар с прилежащите му икони е завършен през 1906 г., като е изрисуван от акад. Стефан Иванов. Там могат да се видят икони от XVII и XVIII в. Сред най-големите ценности на храма са четирите полилея, произведени в Йерусалим и Цариград и дарени от местни хора за освещаването на храма от Видинския митрополит Кирил през 1906 г.
В близост в община Вършец се намира се намира действащият девически Клисурски манастир.

## Спорт
Във Вършец има няколко спортни отбора:
- ФК „Вършец 2012“ (мъже, юноши, деца)
- Отбор по противопожарен спорт – МПО Вършец (само деца)
- Волейболен отбор – ВК „Вършец“ (деца)
- Спортен клуб по планинско ориентиране „Незабравка“ (деца)

Обособена е и танцова паралелка с мажоретки.
- Клуб по Конен спорт „Вършец 2014“.

## Личности
- Д-р Дамян Иванов – първият бански лекар в България и инициатор на балнеоложкото курортно дело в страната, създател на курорта Вършец и първи директор на балнеолечебницата, инициатор на изграждането на „Слънчевата градина“ около банята.
- Тодор Божинов (1931 – 1992) – политик от БКП, член на Политбюро и министър в няколко правителства.
- Веселин Никифоров (1927 – 2010), професор и управител на БНБ 1974 – 1984.
- Вяра Анкова (1966) – генерален директор и председател на управителния съвет на Българската национална телевизия (2010 – 2017 г.).
- Лъчезар Станчев (1908 – 1992) – български поет.
- Цветан Цветанов (1965) – политик, възпитаник, а по-късно и патрон на помощното училище в града.
- Марияна Любенова (1955), професор доктор, преподавател в Софийски университет – автор и лектор на 10 курса за бакалаври и магистри, автор на 15 книги и 300 научни труда, член на Съюза на учените в България, Експертната комисия по Биологично разнообразие към МОСВ, Международни платформи, Редколегии и др.
- Теодор Салпаров (1982) – национален състезател по волейбол на поста либеро.

## Побратимени градове
Вършец е побратимен град или партньор с:
- Никозия, Кипър
- Лимасол, Кипър
- Сокол баня, Сърбия

## Други
На Вършец е наречена улица в квартал „Сухата река“ в София (Карта).